# Мицена шишковая
Мице́на ши́шковая (лат. Mycéna plúmipes, ранее — Mycéna strobilícola) — вид пластинчатых грибов, входящий в род Мицена (Mycena) семейства Миценовые (Mycenaceae). Один из первых весенних шляпочных грибов, растёт на еловых шишках.

## Биологическое описание

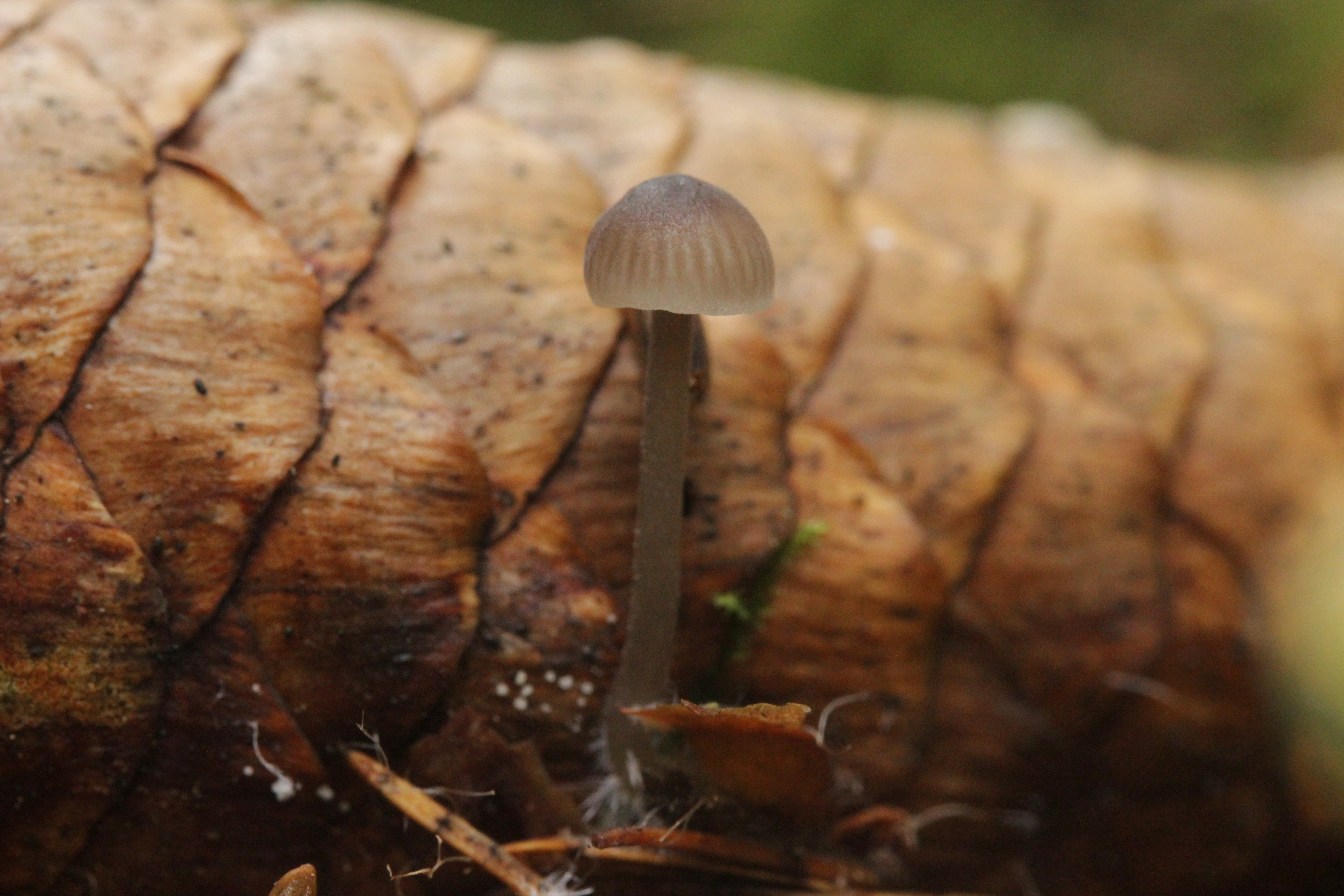

Шляпка 0,8—3,8 см в диаметре, сначала конической, затем колокольчатой и уплощённой формы, в центре с бугорком, гладкая, с просвечивающими пластинками, гигрофанная, во влажную погоду слизистая. Окраска шляпки тёмно-коричневая или серо-бурая, ближе к краю более светлая, чем в центре.
Пластинки узкоприросшие, чисто-белые или беловатые, у старых грибов сероватые, иногда разветвляющиеся иногда со слабым розоватым оттенком.
Ножка 3—7×0,2—0,35 см, ровная, прямая или немного изогнутая, хрупкая, полая, с тёмной буроватой поверхностью, покрытой светлым сероватым-беловатым налётом.
Мякоть очень ломкая, тонкая, с сильным неприятным запахом извести и с редечным вкусом.
Споровый порошок, как и у всех видов рода, белого цвета. Споры 7—9,5×3,5—6 мкм, амилоидные. Базидии четырёхспоровые, булавовидной формы, 22—30×7—8 мкм.

### Сходные виды
- Mycena seynesii Quél., 1878 произрастает весной на сосновых шишках.
- Mycena silvae-nigrae Maas Geest. & Schwöbel, 1987 также пахнет известью, встречается весной под елью, очень редко на шишках, чётко отличается двуспоровыми базидиями и формой цистид.
- Strobilurus esculentus (Wulfen) Singer, 1962 также произрастает на еловых шишках начиная с весны, однако отличается желтовато-бурой окраской, непросвечивающей шляпкой и грибным запахом.

## Ареал и экология

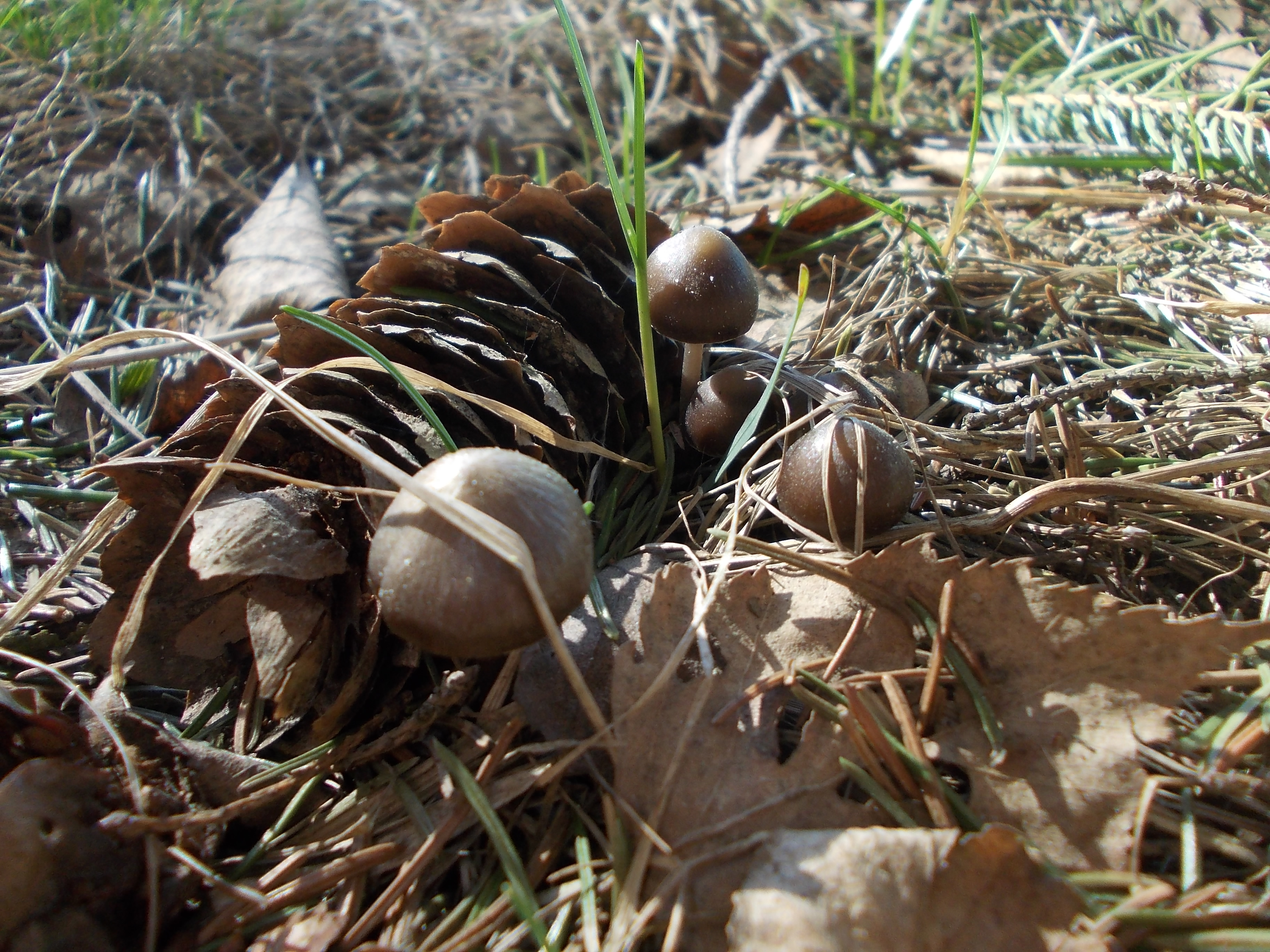
Мицена шишковая. Апрель 2014 года, Домодедовский район Московской области

Мицена шишковая встречается с марта по май при отсутствии снега, довольно редко. Произрастает на еловых шишках, полностью погружённых под землю или выступающих над поверхностью.

## Таксономия
Мицена шишковая была впервые описана в 1873 году венгерским микологом Кароем Кальхбреннером в сборном роде пластинчатых грибов. В 1938 году заново описана Ж. Фавром и Р. Кюнером в роде Мицена как Mycena strobilicola, под этим названием наиболее известна в литературе. Только в 2003 году Пьер-Артюр Моро обнаружил, что вид был описан ранее Кальхбреннером, и обнародовал современное название Mycena plumipes.

### Синонимы
- Agaricus plumipes Kalchbr., 1873basionym
- Collybia plumipes (Kalchbr.) Sacc., 1887
- Mycena strobilicola J.Favre & Kühner, 1938